# Sala de concerts

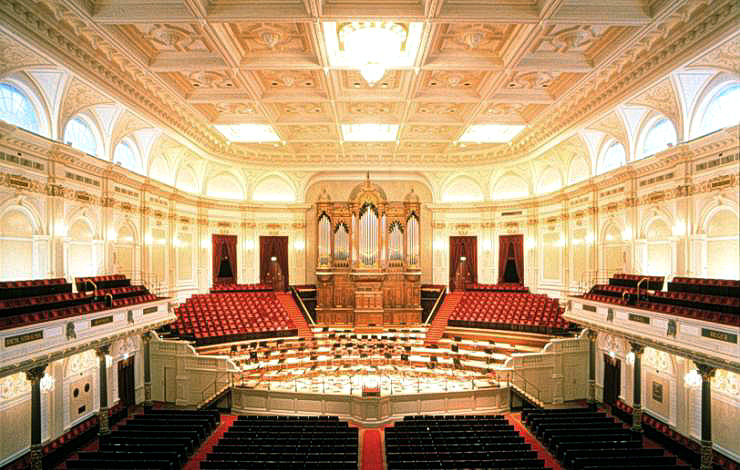
El Concertgebouw d'Amsterdam

Una sala de concerts és un local dedicat a interpretacions de música en viu, normalment de concerts de música clàssica. El terme se sol aplicar habitualment a espais amb capacitat suficient per albergar una gran orquestra simfònica –acompanyada o no d'un cor– i a la quantitat de públic que sol assistir a aquest tipus d'esdeveniments culturals.

## Història i tipologia
Les grans sales de concerts van néixer a Europa a inicis del segle xix, acompanyant el desenvolupament de la música escrita per a formacions orquestrals cada vegada més grans i a la funció del concert com a acte social, obert al públic en general, en lloc de reservar-se a cercles reduïts.
Les primeres sales de concerts centreeuropees es van construir en planta rectangular, amb l'escenari per a l'orquestra situat en un dels extrems, i el públic assegut, encarat cap a ella. Aquesta disposició és hereva de la forma dels salons de banquets i les sales d'equitació on es van començar a celebrar aquests esdeveniments. El model europeu té els seus inicis en la construcció de la Gewandhaus de Leipzig (1780), en la qual es va remodelar una sala preexistent en un edifici públic. Les construccions expressament dissenyades per a aquesta finalitat van començar amb la Schauspielhaus de Berlín (1821) (actualment reconstruït com la Konzerthaus). A finals segle augmenta notablement la mida i la capacitat de les sales, i ña Musikverein de Viena (1870), la Concertgebouw d'Amsterdam (1888) o el Neues Concerthaus de Leipzig (Segon Gewandhaus, 1884) esdevenen els models a seguir. Una variant d'aquest model és la gran sala de forma circular, amb gran capacitat de públic i d'escenari, del Royal Albert Hall de Londres (1871). Ja en el segle xx, la nova construcció de la Berliner Philharmonie de Berlín (1963), amb l'escenari al centre de la sala i el públic en successives terrasses al seu voltant, sempre a curta distància dels intèrprets, inaugura un nou model que s'ha reproduït sovint des de llavors.